# مستجذرة البحر المتوسط
مستجذرة البحر المتوسط (الاسم العلمي: Rhizobium mediterraneum) هي نوع من البكتيريا يتبع جنس المستجذرة من فصيلة المستجذرات.